# Propyria atroxantha
Propyria atroxantha là một loài bướm đêm thuộc phân họ Arctiinae, họ Erebidae.